# Tanjunganom (Banyu Urip)
Tanjunganom is een bestuurslaag in het regentschap Purworejo van de provincie Midden-Java, Indonesië. Tanjunganom telt 1537 inwoners (volkstelling 2010).